# ブルンの定理
ブルンの定理（ブルンのていり）は、ヴィーゴ・ブルンによって1919年に発見された、解析的整数論の定理である。

## 解説
P(x) を p + 2 が素数であるような素数 p ≤ x の個数を表す関数としよう。
このとき x ≧ 3 において、以下の不等式が成り立つような定数 c が存在する。
{\displaystyle P(x)<c{\frac {x}{(\log x)^{2}}}(\log \log x)^{2}}
ヴィーゴ・ブルンはここから双子素数の逆数の和が収束することを導いた。証明にはエラトステネスの篩を基にした篩の方法が使われ、その中でメビウス関数などが、用いられている。また補題として算術の基本定理が使われている。これは篩の方法が最初に本格的な結果を得るために使われた事例であると同時に双子素数に関する最初の理論的な成果であり、双子素数に関する研究の出発点となった。
ブルンは後にこの方法を改良し、二重対数の項を除くことに成功した。ブルンはより一般に、P(x, z) を n と n + 2 が共に z より小さな素因数を持たない自然数 n ≤ x の個数とするとき、
{\displaystyle P(x,z)<c{\frac {x}{(\log z)^{2}}}}
となる定数 c が存在すること、および z < x1/10 ならば
{\displaystyle P(x,z)>c{\frac {x}{(\log z)^{2}}}}
となる定数 c が存在する、よって n と n + 2 が共に高々9個の素因数しか持たない n が無限に多く存在することを示した。
同様な結果はセルバーグの篩い法を用いても得られる。

## 参考
- エドムント・ランダウ  E. Landau "Elementary Number Theory"
- Motohashi, Yoichi "Sieve Methods and Prime Number Theory"  Tata LN 72 (1983), Springer-Verlag. http://www.math.tifr.res.in/~publ/ln/tifr72.pdf
- 本橋洋一 "解析的整数論 I -- 素数分布論 --" 朝倉書店 (2009)  ISBN 978-4-254-11821-6